# Luis Durnwalder

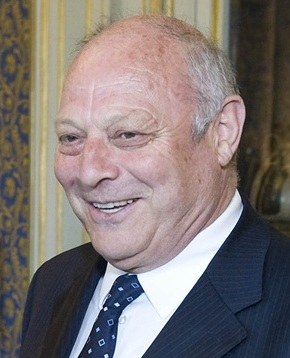
Luis Durnwalder (2012)

Alois „Luis“ Durnwalder (* 23. September 1941 in Pfalzen) ist ein ehemaliger Politiker der Südtiroler Volkspartei und war von 1989 bis 2014 Landeshauptmann Südtirols.

## Leben
Durnwalder besuchte die Grundschule in Hofern (Gemeinde Kiens) und in der Folge das Gymnasium des Klosters Neustift bei Brixen. Anschließend studierte er Agrarwissenschaften an der Universität für Bodenkultur in Wien. Nach dem Erwerb des Titels Diplom-Ingenieur im Jahr 1966 folgte das Anerkennungsverfahren an der Universität Florenz, das die Gleichwertigkeit seines österreichischen Abschlusses mit der laurea in scienze e tecnologie agrarie feststellte. Zudem besuchte er rechtswissenschaftliche Lehrveranstaltungen an den Universitäten Wien und Innsbruck. Während seines Studiums begann Durnwalder, sich politisch zu engagieren, und amtierte von 1964 bis 1965 als Vorsitzender der Südtiroler Hochschülerschaft.
1967 wurde Durnwalder Direktor des Südtiroler Bauernbunds, 1969 als Kandidat der Südtiroler Volkspartei Bürgermeister seiner Heimatgemeinde Pfalzen. 1973 konnte er ein Mandat für den Südtiroler Landtag und damit gleichzeitig für den Regionalrat Trentino-Südtirol erringen. Gleich in seiner ersten Legislaturperiode wurde er als stellvertretender Assessor in die Regionalregierung gewählt und amtierte von 1976 bis 1978 als Landtagsvizepräsident. Nach den Landtagswahlen 1978 wurde er Mitglied der Landesregierung und übernahm als Landesrat im Kabinett Magnago V das Ressort Landwirtschaft. Dieselbe Funktion hatte er auch im folgenden Kabinett Magnago VI inne. Von 1989 bis 2014 stand er der Landesregierung in den Kabinetten Durnwalder I, Durnwalder II, Durnwalder III, Durnwalder IV und Durnwalder V als Landeshauptmann vor. Bei den Landtagswahlen 1998 und 2003 konnte er mehr als 100.000 Vorzugsstimmen von den Südtirolern aller Sprachgruppen auf sich vereinen. Gemäß einem politisch vereinbarten Rotationsprinzip, das abwechselnd den Südtiroler und den Trentiner Landeshauptmann an der Spitze der Region Trentino-Südtirol vorsieht, übernahm er zusätzlich in den Jahren 2004–2006 und 2009–2011 als erster deutschsprachiger Politiker die Präsidentschaft der Regionalregierung (in den Jahren 2006–2009 und 2009–2014 amtierte er als Vizepräsident). Weiters war er von 1997 bis 2002 Gründungspräsident der Freien Universität Bozen.
Am 16. August 2012 erklärte Luis Durnwalder auf einer Pressekonferenz, dass er bei der Landtagswahl 2013 nicht mehr als Kandidat zur Verfügung stehen werde und seine politische Karriere somit ende. Sein Nachfolger als Landeshauptmann wurde Arno Kompatscher.
2021 wurde Durnwalder letztinstanzlich wegen Unterschlagung öffentlicher Gelder verurteilt.

## Ehrungen und Auszeichnungen
- 1981: Bayerischer Verdienstorden
- 1981: Ehrenmitgliedschaft des Nord- und Südtiroler Bauernbundes
- 1990: Ehrenzeichen des Landes Tirol
- 1994: Ehrenkreuz des Österreichischen Schwarzen Kreuzes
- 1994: Großes Goldenes Ehrenzeichen am Bande für Verdienste um die Republik Österreich[4]
- 1999: Europäischer Karlspreis der Sudetendeutschen Landsmannschaft
- 2000: Großes Verdienstkreuz mit Stern des Verdienstordens der Bundesrepublik Deutschland
- 2001: Einspieler-Preis der Kärntner Slowenen[5]
- 2002: Ehrenpräsident der Freien Universität Bozen
- 2004: Großes Ehrenzeichen des Landes Salzburg[6]
- 2005: Silbernes Ehrenzeichen der Freiheit der Republik Slowenien
- 2005: Großkreuz Pro Merito Melitensi des Souveränen Malteserordens
- 2006: European Taxpayers Award des Europäischen Steuerzahlerbundes
- 2008: Ehrenpräsident der Europäischen Vereinigung der Weinbauregionen (AREV)
- 2008: Ehrensenator der Leopold-Franzens-Universität in Innsbruck
- 2010: Ehrensenator der Medizinischen Universität Innsbruck
- 2011: Kärntner Landesorden in Gold[7]
- 2012: Goldene Ehrenmedaille der Wirtschaftskammer Österreich (verliehen in Bozen, 23. März 2012)
- 2012: Großes Goldenes Ehrenzeichen des Landes Steiermark mit dem Stern[8]
- 2012: Großes Ehrenzeichen des Landes Oberösterreich[9]
- 2012: Goldene Komturkreuz mit dem Stern des Ehrenzeichens für Verdienste um das Bundesland Niederösterreich[10]
- 2013: Großes Goldenes Ehrenzeichen für Verdienste um das Land Wien mit dem Stern
- 2016: Julius Raab Ehrenmedaille (höchste Auszeichnung des Österreichischen Wirtschaftsbundes)
- 2017: Ehrenritter des habsburgischen St. Georgs-Orden